# Suttarboda
Suttarboda är en före detta by och friluftsanläggning i Kilsbergen, Tysslinge distrikt, inom Örebro kommun, ett par mil nordnordväst om Örebro centrum. Suttarboda  var tidigare en livaktig kilsbergsby med en handfull gårdar. Kvar finns endast Sörtorpet som övergavs 1932, av då den sista brukare var Oscar Evaldsson. År 1950 skänkte Barnens dagförening i Örebro 39 000 kronor till Örebro stad, i syfte att kommunen skulle köpa gården till att använda den som friluftsgård och sommarkoloni för Örebros ungdomar. Suttarboda utgör även en etapp Bergslagsleden. I juli 2000 föll 238 millimeter nederbördsmängd Suttarboda, vilket innebar månadsnederbördsrekord för Närke.